# Hendrik Marius Quanjer

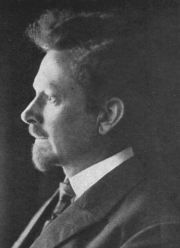
Hendrik Quanjer (vor 1938)

Hendrik Marius Quanjer (* 23. April 1879 in Enkhuizen; † 1. März 1961 in Zeist) war ein niederländischer Phytopathologe. 

## Leben
Hendrik Marius Quanjer war ein Sohn des Apothekers Thomas Louis Quanjer und dessen Ehefrau Sophie Sara Wilhelmina, geborene Manikus. 
Er besuchte die Hogereburgerschool in Enkhuizen und Hoorn, studierte von 1896 bis 1904 bei Hugo de Vries an der Universiteit van Amsterdam inkl. einem Auslandssemester an der Schweizer Universität Lausanne Pharmazie und wirkte anschließend trotz bestandener Ausbildung zum Apotheker als Assistent von Jan Ritzema Bos am Phytopathologischen Labor Willie Commelin Schölten in Amsterdam. Hendrik Marius Quanjer forschte zu in Kohlpflanzen auftretenden Pilzkrankheiten, promovierte am 15. November 1906 in Amsterdam unter dem Rektor Jacob Rotgans mit seiner Dissertation De belangrijkste ziekten van kool in Noord-Holland und wirkte, nachdem 1906 das Institut für Phytopathologie an der Rijks Hoogere Land-, Tuin-en Boschbouwschool in Wageningen gegründet wurde und Jan Ritzema Bos die Leitung übernahm, auch in Wageningen weiter als dessen Assistent. Hendrik Marius Quanje beriet in der Folge Landwirte, Gärtner und Forstwirte in Bezug auf Schädlinge und Krankheiten in ihren Kulturen und Bäumen und hielt Vorträge zu pflanzenpathologischen Themen. 
Im Jahr 1918 wurde er zum ordentlichen Professor für Pflanzenpathologie an der Landbouw Hogeschool Wageningen ernannt und gründete hier bereits wenige Jahre später 1923 ein Laboratorium für Mykologie und Kartoffelforschung, das sich zu einem internationalen Zentrum für die Erforschung von Kartoffelkrankheiten entwickelte. In der Zeit von 1936 bis 1937 war er Rektor magnificus der Landbouw Hogeschool Wageningen. Er wurde 1949 emeritiert.
Hendrik Marius Quanjer wurde 1925 in der Sektion Landbauwissenschaften zum Mitglied der Deutschen Akademie der Naturforscher Leopoldina gewählt.
Er war Ritter des Orden vom Niederländischen Löwen. Die Prof. Quanjerstraat in Wageningen wurde nach ihm benannt.
Hendrik Marius Quanjer war seit 13. September 1906 verheiratet mit Willemke Hermanus, geborene Steltman. Das Ehepaar hatte zwei Töchter.

## Schriften (Auswahl)
- De belangrijkste ziekten van kool in Noord-Holland. Dissertation, Universiteit van Amsterdam, Amsterdam 1906 (PDF)
- mit Hendrik Adrianus Abraham van der Lek und Jan Gerhardus Oortwijn Botjes: Aard, verspreidingswijze en bestrijding van phloeemnecrose (bladrol) en verwante zieken, o.a. Sereh. Nature, mode of dissemination and control of phloem-necrosis (leaf-roll) and related diseases, i.a. Sereh. Veenman, Wageningen 1916 (archive.org)